# Xot vermiculat
El xot vermiculat (Megascops vermiculatus) és una espècie d'ocell de la família dels estrígids (Strigidae). Habita els boscos d'Amèrica Central, des de Costa Rica fins al nord-oest de Colòmbia i el nord de Veneçuela. El seu estat de conservació es considera de risc mínim.